# Nyhagen och Översättra
Nyhagen och Översättra är en tätort vid kusten i Österåkers kommun, belägen cirka 7 km från Åkersberga, väster om Skärgårdsstad.

## Befolkningsutveckling
Bebyggelsen i Nyhagen bildade 1990 en småort med småortskod S0493 och hade då 70 invånare och omfattade 29 hektar. 1995 sammanfördes den småorten och bebyggelse tillsammans med den i Översätta till den då utökade tätorten Skärgårdsstad till vilken den räknades till 2015. 2015 delades tätorten Skärgårdsstad och denna del bildade då en separat tätort men med tätortskoden tagen från Skärgårdstad, som samtidigt upphörde som egen tätort   
| Befolkningsutvecklingen i Nyhagen och Översättra 1990–2020                                             | Befolkningsutvecklingen i Nyhagen och Översättra 1990–2020 | Befolkningsutvecklingen i Nyhagen och Översättra 1990–2020 | Befolkningsutvecklingen i Nyhagen och Översättra 1990–2020 | Befolkningsutvecklingen i Nyhagen och Översättra 1990–2020 |
| --- | ---------------------------------------------------------- | ---------------------------------------------------------- | ---------------------------------------------------------- | ---------------------------------------------------------- |
| |                                                            |                                                            |                                                            |                                                            |
| År |                                                            |                                                            | Folkmängd                                                  | Areal (ha)                                                 |
| 1990                                                                                                   | 1990                                                       |                                                            | 70                                                         | 29#                                                        |
| 2015                                                                                                   | 2015                                                       |                                                            | 519                                                        | 76                                                         |
| 2020                                                                                                   | 2020                                                       |                                                            | 671                                                        | 76                                                         |
| Anm.: Utbruten 2015 ur den då upplösta tätorten Skärgårdsstad och med dennas tätortskod. # Som småort. |                                                            |                                                            |                                                            |                                                            |